# Megastigmus acaciae
Megastigmus acaciae är en stekelart som beskrevs av Noble 1939. Megastigmus acaciae ingår i släktet Megastigmus och familjen gallglanssteklar. Inga underarter finns listade i Catalogue of Life.